# Gaspar de Witte

Paisaje clásico con viajeros y un río

Gaspar de Witte (variaciones de su nombre: Gaspar, Jasper y Jaspar) (bautizado el 5 de octubre de 1624, Amberes - 20 de marzo de 1681, Amberes) fue un pintor flamenco conocido por sus paisajes y sus pinturas de galerías de arte.

## Trayectoria
Gaspar de Witte nació en Amberes hijo de Peter de Witte II y Bárbara Remeeus. Fue miembro de una destacada familia de pintores. Su padre y sus hermanos Peter de Witte III y Jan Baptist de Witte eran pintores. Gaspar también fue ahijado de Gerard Seghers, un eminente pintor de historia de Amberes.  Gaspar de Witte se formó con su padre, quien se especializó en paisajes, interiores de iglesias y pinturas religiosas. 
Gaspar de Witte viajó a Roma en 1646 y se unió a los Bentvueghels, una asociación de artistas principalmente holandeses y flamencos que trabajaban allí. Era costumbre de los Bentvueghels iniciar a los nuevos miembros y darles un apodo. Gaspar de Witte recibió el sobrenombre de Grondel (" Gobio ").  Se desconoce la razón por la que recibió el nombre de esta especie de pez. Hacia 1648 se dice que pasó algún tiempo en Francia. 
Cuando regresó a Amberes se convirtió en "maestro de vinos" (usado para denominar al hijo de un maestro) en el Gremio de San Lucas de Amberes en 1650.  Gaspar de Witte también dirigía una pequeña empresa comercial de artículos de pintura.  Su retrato grabado por el grabador Richard Collin a partir de una pintura de Anton Goubau fue publicado en el libro del siglo XVII de Cornelis de Bie sobre pintores flamencos llamado Het Gulden Cabinet.
Fue maestro de Cornelis Huysmans y posiblemente también de Adriaen Verdoel.  

## Obra

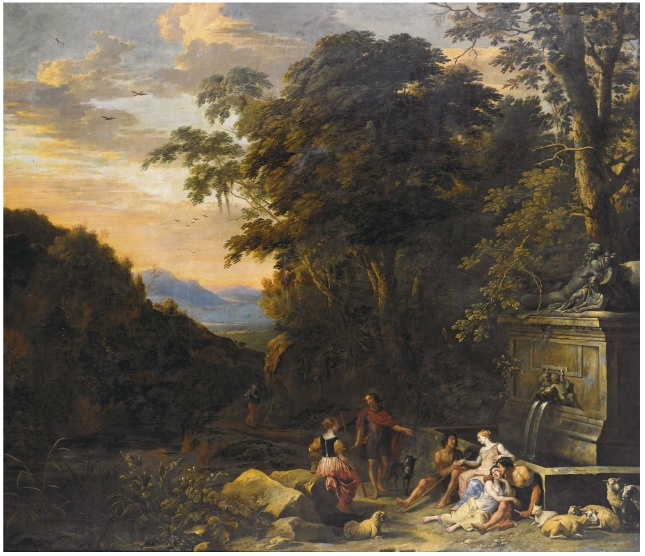
Paisaje italiano con pastores en una fuente

Gaspar de Witte es recordado por sus paisajes y sus colaboraciones con otros artistas en pinturas de galerías de arte. 

### Paisajes
Sus paisajes son similares a los de los paisajistas contemporáneos de Bruselas. La mayoría de ellos no tienen el estilo italiano que entonces era popular en Flandes, pero a menudo todavía incluían algunos monumentos antiguos italianos para responder al gusto predominante en el mercado local. Sus paisajes a menudo incluían escenas pastorales, escenas religiosas o escenas de género como ferias o bailes en pueblos. Sus cuadros a menudo implicaban colaboraciones con otros pintores que pintaban las personas. Se registran cuatro colaboraciones con Anton Goubau sobre paisajes italianizantes.
Además de los paisajes imaginarios, también produjo una serie de vistas topográficas de haciendas. Estas se ejecutaron a menudo en colaboración con otros pintores que pintaron a las personas. Un ejemplo es la Vista del Castillo de Schoten, que fue un esfuerzo de colaboración con Gonzales Coques. Esta composición muestra una vista de pájaro del castillo de Schoten pintado por de Witte con dos mujeres y un niño pintados por Coques en la esquina delantera derecha. Otro ejemplo de colaboración con Coques es el Retrato de Clara Rubens con su familia, que muestra a Clara Rubens, la hija de Peter Paul Rubens, con su familia en un paisaje de fondo que muestra el castillo de Merksem. 

### Pinturas de la galería

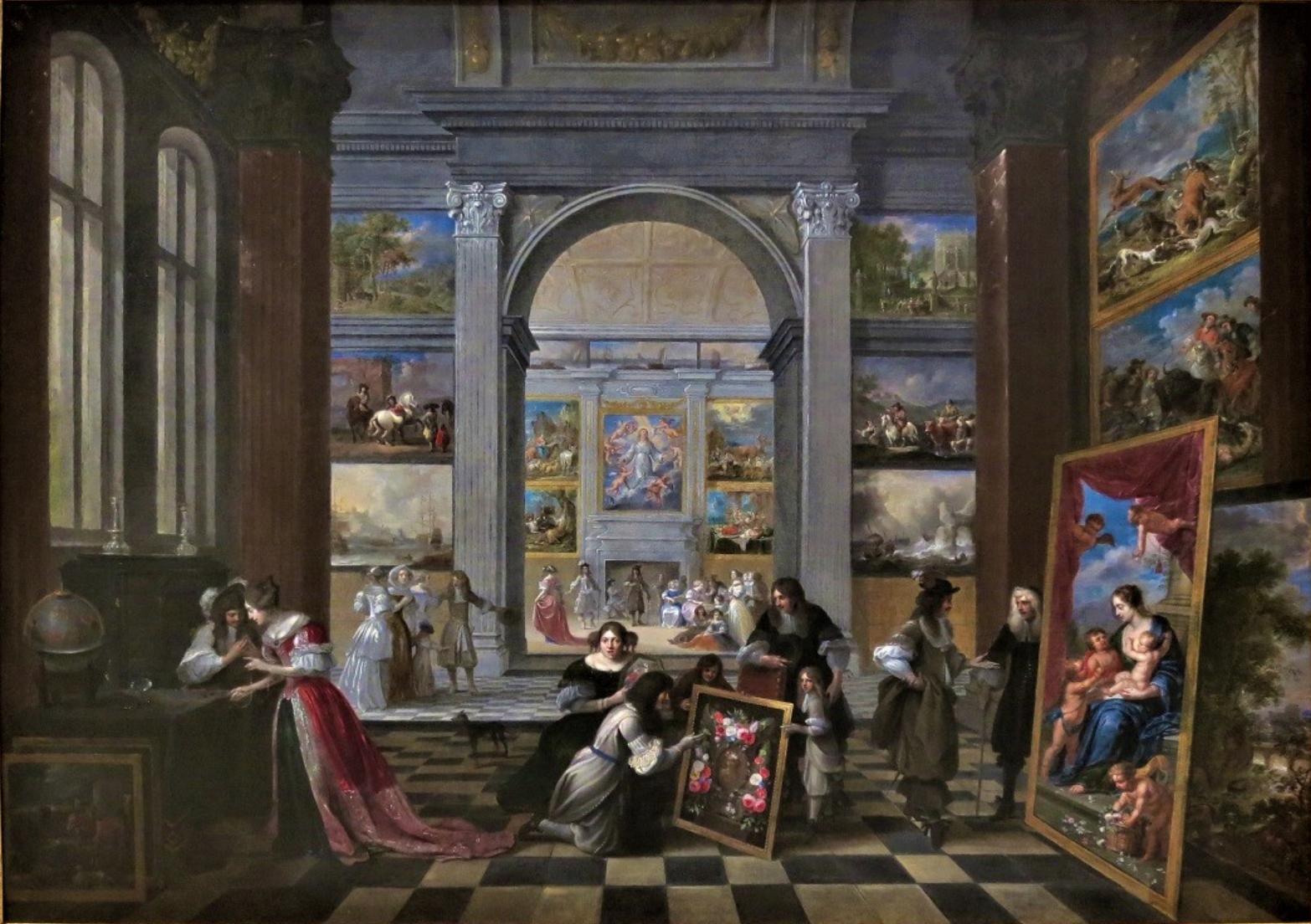
Interior de un gabinete de coleccionista de arte con muchos visitantes.

Gaspar de Witte fue colaborador en algunas composiciones pertenecientes al género de las 'pinturas de galería'. El género de las 'pinturas de galería' es originario de Amberes, donde Frans Francken el Joven y Jan Brueghel el Viejo fueron los primeros artistas en crear pinturas de arte y colecciones de curiosidades en la década de 1620. Las pinturas de galería representan grandes salas en las que se exhiben muchas pinturas y otros objetos preciosos en un entorno elegante. Las primeras obras de este género representaron objetos de arte junto con otros elementos como instrumentos científicos o peculiares especímenes naturales. El género se hizo muy popular de inmediato y fue seguido por otros artistas como Jan Brueghel el Joven, Cornelis de Baellieur, Hans Jordaens, David Teniers el Joven, Gillis van Tilborch, Wilhelm Schubert van Ehrenberg y Hieronymus Janssens. Las galerías de las imágenes representadas eran a veces galerías reales. Sin embargo, la mayoría eran galerías imaginarias, que en ocasiones incluían figuras alegóricas.
Un ejemplo de una pintura de galería de Caspar de Witte es el Interior de un gabinete de coleccionista de arte con muchos visitantes, que es una colaboración con Hieronymus Janssens y Wilhelm Schubert van Ehrenberg.  La composición representa una galería de arte imaginaria con muchos visitantes que están apreciando y discutiendo algunas de las obras de arte de la galería. Esta pintura de galería representa un desarrollo posterior en el género iniciado por David Teniers el Joven que excluye los objetos que no son artísticos. Las personas de la pintura de la galería se retratan como si formaran parte de una élite que posee un conocimiento privilegiado, es decir, la capacidad de apreciar el arte. En ese momento, el género de las pinturas de galería se había convertido en un medio para acentuar la noción de que los poderes de discernimiento asociados con el conocimiento artístico son socialmente superiores o más deseables que otras formas de conocimiento.

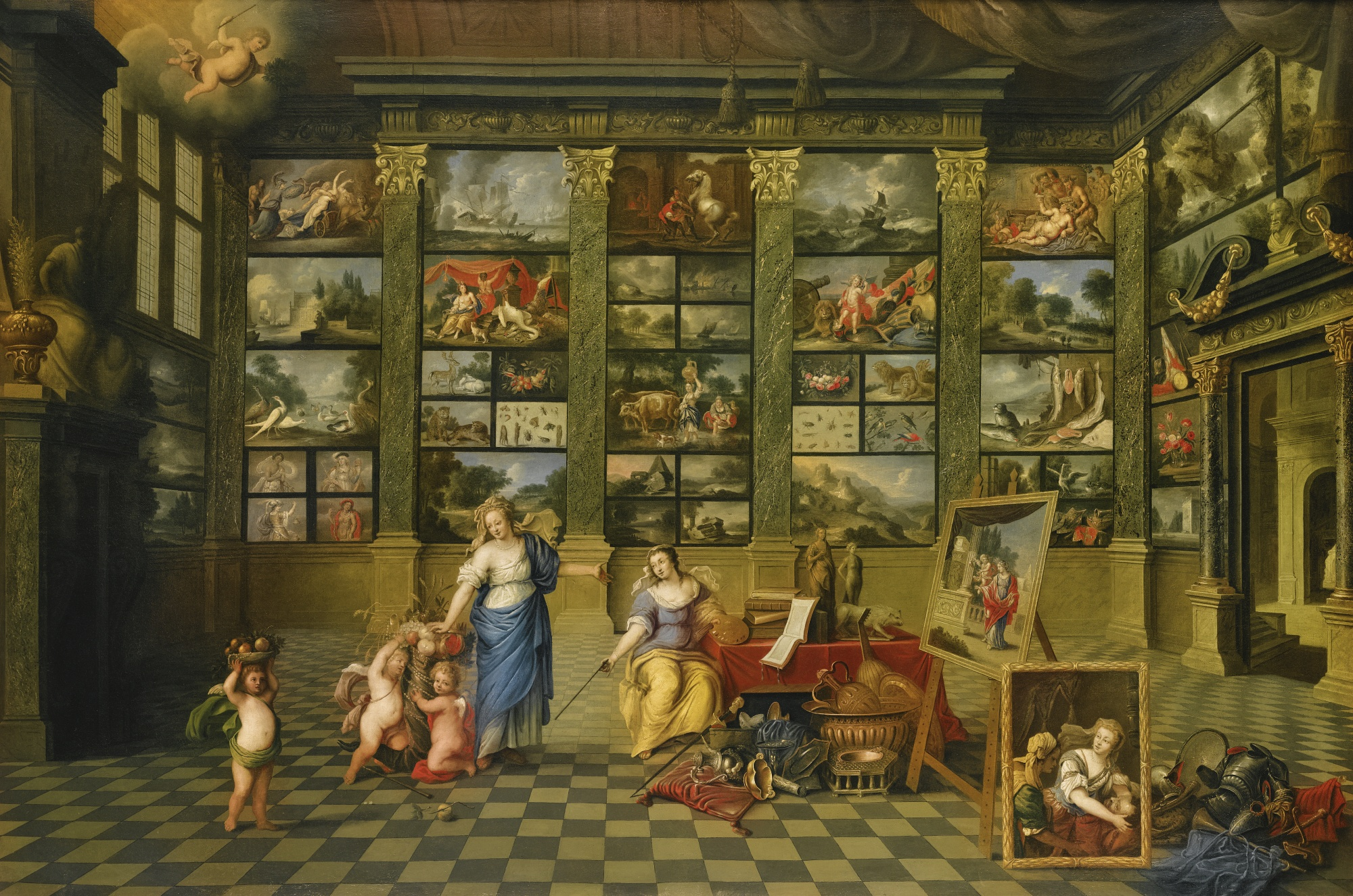
Las figuras femeninas alegóricas Naturaleza y Pintura en una colección de arte, con lienzos representativos de Amberes

Gaspar de Witte ha sido identificado recientemente como el pintor probablemente responsable de una pintura de galería alegórica denominada Las figuras femeninas alegóricas Naturaleza y Pintura en una colección de arte, con lienzos representativos de Amberes. En lugar de hacer una representación real de una galería de cuadros con coleccionistas, marchantes de arte o pintores famosos, esta composición cae en el tipo alegórico de pintura de galería, ya que coloca dos figuras alegóricas en la galería. La figura de la Naturaleza a la izquierda tiene junto a ella tres putti que llevan una cornucopia, que simboliza su generosidad. Sentada a su lado hay una personificación de la Pintura que se identifica por la paleta en sus manos. Las estatuas y libros sobre la mesa y el instrumento musical representado a continuación se refieren a una encarnación más amplia de las artes en general. La alegoría tenía la intención de ser también de los efectos de la paz, ya que en la esquina inferior derecha de la galería están los pertrechos de guerra, descartados en una pila. La imagen también puede considerarse como una representación alegórica de la vanitas de las actividades mundanas, como la guerra, que son pasajeras en comparación con las artes y el amor, que perduran para siempre.
Gaspar de Witte fue uno de los colaboradores en la pintura de galería de Jacob de Formentrou denominada Gabinete de cuadros, actualmente en la Colección Real inglesa. Representa una sala llena de imágenes pobladas de figuras humanas que generalmente se interpretan como representantes de conocedores del arte. Los diversos cuadros que están colgados en las paredes de la sala representan obras de los principales artistas de Amberes de mediados del siglo XVII.  Gabinete de cuadros representa una galería imaginaria y puede verse como un resumen de lo mejor de lo que los artistas de Amberes de mediados del siglo XVII podían producir. Se cree que los cuadros incluidos en la composición fueron realizados por cada uno de los artistas relevantes. Se cree que Gaspar de Witte pintó el paisaje a la derecha de la puerta, firmado GDWITTE.  El hecho de que de Witte fuera seleccionado para participar en este esfuerzo de colaboración demuestra la estima que le tenían sus compañeros artistas de Amberes en su época.